# São Valério do Sul
São Valério do Sul is een gemeente in de Braziliaanse deelstaat Rio Grande do Sul. De gemeente telt 2.729 inwoners (schatting 2009).

## Aangrenzende gemeenten
De gemeente grenst aan Alegria, Chiapetta, Inhacorá, Santo Augusto en São Martinho.